# Stactobia nybomi
Stactobia nybomi är en nattsländeart som beskrevs av Schmid 1959. Stactobia nybomi ingår i släktet Stactobia och familjen smånattsländor. Inga underarter finns listade i Catalogue of Life.